# Protactinium
Protactinium (altgriechisch πρώτος prṓtos, deutsch ‚erster‘ und Actinium; Silbentrennung Prot.ac.ti.ni.um oder Pro.tac.ti.ni.um) ist ein chemisches Element mit dem Elementsymbol Pa und der Ordnungszahl 91. Im Periodensystem steht es in der Gruppe der Actinoide (7. Periode, f-Block). Es ist silbrig metallisch und wird unterhalb von 1,4 K supraleitend. Es ist radioaktiv und kommt in der Natur extrem selten vor. Die größte Menge an Protactinium wird künstlich erzeugt.

## Geschichte
Dmitri Mendelejew postulierte im Jahre 1871 die Existenz eines Elements zwischen Thorium und Uran. Die Reihe der Actinoiden-Elemente war zu der Zeit noch unbekannt. Daher wurde Uran unterhalb des Wolframs gesetzt, und Thorium unterhalb des Eka-Zirconiums (dem damals ebenfalls noch unentdeckten Element Hafnium), wobei der Platz unterhalb des Tantals freiblieb. Bis in die 1950er Jahre wurde das Periodensystem in dieser Form dargestellt. Für lange Zeit suchten Chemiker nach Eka-Tantal mit ähnlichen chemischen Eigenschaften zum Tantal.

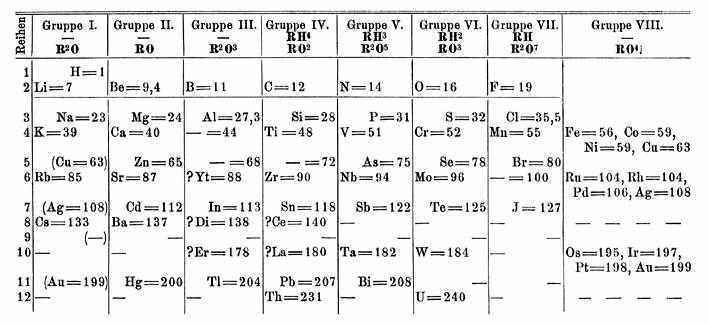
Mendelejews Periodensystem von 1871 mit einer Lücke für Protactinium am unteren Rand, zwischen Thorium (Th = 231) und Uran (U = 240)

Im Jahre 1900 isolierte William Crookes ein stark radioaktives Material aus Uran; allerdings konnte er es nicht als neues chemisches Element charakterisieren und nannte es Uranium-X (UX). Crookes löste Uranylnitrat in Ether, die verbleibende wässrige Phase enthielt größtenteils die Nuklide 234Th und 234Pa.
234mPa wurde 1913 von Kasimir Fajans und Oswald Helmuth Göhring entdeckt, sie gaben ihm wegen seiner kurzen Halbwertszeit (1,17 Minuten) den Namen Brevium (lateinisch brevis ‚kurz‘).
Das langlebige 231Pa (t½ = 32.760 Jahre) wurde 1917 von Otto Hahn und Lise Meitner gefunden (veröffentlicht 1918), sie nannten es Protactinium (von griechisch πρῶτος = protos: das Erste, der Vorhergehende, das chemische Element, das in der Zerfallsreihe des Uran-235 vor dem Actinium steht). Unabhängig gelang die Entdeckung des langlebigen Isotops in England Frederick Soddy und John Arnold Cranston, wobei letzterer nicht veröffentlichen konnte, da er 1915 Soldat im Ersten Weltkrieg wurde.
Im Jahre 1921 machte Otto Hahn die weitere Entdeckung, dass es zu dem von Fajans gefundenen Brevium 234 noch ein zweites betastrahlendes Isotop mit der gleichen Massenzahl 234 gibt, das sich von dem Brevium lediglich durch seine längere Halbwertszeit von 6,7 Stunden unterscheidet; es handelt sich hierbei um den seltenen Fall einer Kernisomerie.
Protactinium wurde erstmals 1934 durch Aristid von Grosse isoliert.
Der offizielle Name für alle drei Isotope sowie alle künstlich herstellbaren Isotope mit der Ordnungszahl 91 wurde 1949 von der IUPAC zu Protactinium bestimmt.

## Vorkommen
Protactinium ist ein radioaktives Zerfallsprodukt des Urans und findet sich in der Natur in Form der beiden Isotope 231Pa und 234Pa, wobei das Isotop 234Pa in zwei unterschiedlichen Energiezuständen (Kernisomeren) auftreten kann. Protactinium 231Pa, ein Alphastrahler, entsteht beim Zerfall von 235U (siehe Uran-Actinium-Reihe), das betastrahlende Protactinium 234Pa beim Zerfall von Uran 238U (siehe Uran-Radium-Reihe).

## Gewinnung und Darstellung
Aristid von Grosse isolierte im Jahre 1927 aus Abfällen der Radiumherstellung 2 Milligramm Protactinium(V)-oxid (Pa2O5). Im Jahre 1934 isolierte er erstmals elementares Protactinium aus 0,1 Milligramm Pa2O5. Dazu wandte er zwei unterschiedliche Verfahren an: Zum einen wurde Protactiniumoxid mit 35 keV-Elektronen im Vakuum bestrahlt. Zum anderen wurde das Oxid zu den Halogeniden (Chlorid, Bromid oder Iodid) umgesetzt und diese dann im Vakuum an einem elektrisch beheizten Draht reduziert.
Später stellte er auch metallisches Protactinium aus Protactinium(V)-iodid (PaI5) dar.
{\displaystyle {\ce {2 PaI5 -> 2 Pa + 5 I2}}}
In den Jahren 1959 und 1961 wurden von der United Kingdom Atomic Energy Authority (UKAEA) 125 Gramm Protactinium mit einer Reinheit von 99,9 Prozent aus 60 Tonnen abgebrannter Kernbrennstäbe in einem 12-stufigen Prozess extrahiert; die Kosten betrugen etwa 500.000 US-Dollar. Für viele Jahre war dies die einzig weltweit verfügbare Quelle für Protactinium, von der jeweils verschiedene Laboratorien für wissenschaftliche Untersuchungen versorgt wurden.

## Eigenschaften
Im Periodensystem steht das Protactinium mit der Ordnungszahl 91 in der Reihe der Actinoide, sein Vorgänger ist das Thorium, das nachfolgende Element ist das Uran. Sein Analogon in der Reihe der Lanthanoide ist das Praseodym.

### Physikalische Eigenschaften
Protactinium ist silbrig metallisch und wird supraleitend unterhalb von 1,4 K.

### Chemische Eigenschaften
Protactinium kommt hauptsächlich in zwei Oxidationsstufen vor, +4 und +5, sowohl in Festkörpern als auch in Lösung.

## Verwendung
Wegen seiner Seltenheit, hohen Radioaktivität und Giftigkeit findet Protactinium außer in der Forschung keine praktische Anwendung.
In Protactinium 231Pa, das beim Zerfall von Uran 235U entsteht und sich in Kernreaktoren auch durch die Reaktion 232Th + n → 231Th + 2n und anschließenden Betazerfall bildet, kann möglicherweise eine nukleare Kettenreaktion zustande kommen, die prinzipiell auch zum Bau von Atomwaffen genutzt werden könnte. Die kritische Masse beträgt nach Angabe von Walter Seifritz 750±180 kg. Andere Autoren kommen zum Schluss, dass eine Kettenreaktion selbst bei beliebig großer Masse in Protactinium 231Pa nicht möglich ist.
Protactinium 233Pa ist ein Zwischenprodukt im Brutprozess von Thorium 232Th zu Uran 233U in Thorium-Hochtemperaturreaktoren.
{\displaystyle \mathrm {^{232}_{\ 90}Th\ +\ _{0}^{1}n\ \longrightarrow \ _{\ 90}^{233}Th\ {\xrightarrow[{22,3\ min}]{\beta ^{-}}}\ _{\ 91}^{233}Pa\ {\xrightarrow[{26,967\ d}]{\beta ^{-}}}\ _{\ 92}^{233}U} }
Die Zeitangaben sind Halbwertszeiten.
Seit der Verfügbarkeit moderner, sehr sensibler Massenspektrometer ist eine Anwendung des 231Pa beispielsweise als Tracer in der Paläozeanographie möglich geworden.

## Verbindungen
→ Kategorie: Protactiniumverbindung
Protactinium(IV)-oxid (PaO2) ist ein schwarzes, kristallines Pulver. Protactinium(V)-oxid (Pa2O5) ist ein weißes, kristallines Pulver. Beide weisen ein kubisches Kristallsystem auf.
Protactinium(V)-chlorid (PaCl5) bildet gelbe monokline Kristalle und besitzt eine Kettenstruktur bestehend aus 7-fach koordinierten pentagonalen Bipyramiden.

## Sicherheitshinweise
Einstufungen nach der GHS-Verordnung liegen nicht vor, weil diese nur die chemische Gefährlichkeit umfassen, die eine völlig untergeordnete Rolle gegenüber den auf der Radioaktivität beruhenden Gefahren spielt. Auch Letzteres gilt nur, wenn es sich um eine dafür relevante Stoffmenge handelt.